# Ramón Maradiaga
Ramón Enrique Maradiaga Chávez (ur. 30 października 1954 w Amapali) – piłkarz, były reprezentant Hondurasu grający na pozycji pomocnika. Obecnie jest trenerem piłkarskim.

## Kariera klubowa
Ramón Maradiaga piłkarską karierę w 1975 w klubie Motagua Tegucigalpa. Z Montaguą zdobył mistrzostwo Hondurasu w 1979. W latach 1982–1983 występował w drugiej lidze hiszpańskiej w CD Tenerife. W latach 1984–1990 grał w Salwadorze w Águili San Miguel.
Z Águilą zdobył mistrzostwo Salwadoru w 1988. Karierę zakończył w klubie w Real España San Pedro Sula. Z Realem España zdobył mistrzostwo Hondurasu w 1991.

## Kariera reprezentacyjna
Ramón Maradiaga występował w reprezentacji Hondurasu w latach 1973-1986. W 1973 wystąpił w przegranych eliminacjach Mistrzostw Świata 1974. W 1980 i 1981 wystąpił w eliminacjach Mistrzostw Świata 1982, w których Honduras po raz pierwszy w historii wywalczył awans do Mundialu. Rok później wystąpił na Mundialu w Hiszpanii w 1982 roku.
Na Mundialu wystąpił we wszystkich trzech meczach grupowych z Hiszpanią, Irlandią Północną i Jugosławią. W 1984 i 1985 wystąpił w przegranych eliminacjach Mistrzostw Świata 1986. W latach 1973–1986 w reprezentacji rozegrał 47 meczów i strzelił 1 bramkę.

## Kariera trenerska
Po zakończeniu kariery piłkarskiej Ramón Maradiaga został trenerem. W latach 1993–1995 i 1997-1999 prowadził Motagui Tegucigalpa. Z Motaguą dwukrotnie zdobył mistrzostwo Hondurasu Apertura 1997/1998 i Clausura 1997/1998. W 1999-2002 był selekcjonerem reprezentacji Hondurasu. W 2000 wystąpił w Igrzyskach Olimpijskich w Sydney.
W 2001 prowadził reprezentację Hondurasu w Copa América. Honduras odniósł na niej wielki sukces zajmując trzecie. Maradiaga odszedł z posady selekcjonera po przegranych eliminacjach Mistrzostw Świata 2002. W latach 2004–2005 i 2008 Maradiaga prowadził reprezentację Gwatemali. W latach 2002–2003, 2006-2007 prowadził ponownie Motaguę Tegucigalpa. Z Motaguą dwukrotnie zdobył mistrzostwo Hondurasu Apertura 2006/2007.
Od 2009 po raz piąty prowadzi Motaguę Tegucigalpa.